# CRB Tebesbest
Le Chabab Riadhi Baladiat Tebesbest (en arabe : الشباب الرياضي لبلدية تبسبست), plus couramment abrégé en CRB Tebesbest ou encore en CRBT, est un club algérien de football fondé en 1963 et basé dans la ville de Tebesbest, dans la wilaya de Touggourt.

## Histoire
Le club du CRBT évolue lors des années 1990 en Division 2 et Division 3 algérienne. Actuellement[Quand ?], le club joue en division régionale I (D5).
L'équipe du CRB Tébesbest a débuté en championnat inférieur durant la saison 1986-1987. Lors de la saison 1988-89, elle joue dans le en division d'honneur de la Ligue Régionale de Ouargla, elle accède en division régional en 1989-90. 
En 1993, l'équipe du Tebesbest est sacré champion régional sud-est et accède pour la première fois de son histoire en D2 algérienne, elle bats en fin de saison le Nadi Touggourt (2-1) et le Wifak Ghardaia (4-0) et termine championne avec 45 points.
Lors de sa seule saison en division 2, le club ne parvient pas à se maintenir et rétrograde aussi rapidement en fin de saison (1993-94).

## Palmarès
| Compétitions nationales                              |
| ---------------------------------------------------- |
| - Division 3 (1) : - Champion Gr. Sud-Est : 1992-93. |

## Infrastructures

### Stade de Tebesbest
Appelé également le stade communal, créé en 1937 et administré par la commune de Tebesbest, il est muni d'une pelouse en gazon synthétique et dispose d'une capacité de 1000 places.